# 秩父鉄道2000系電車

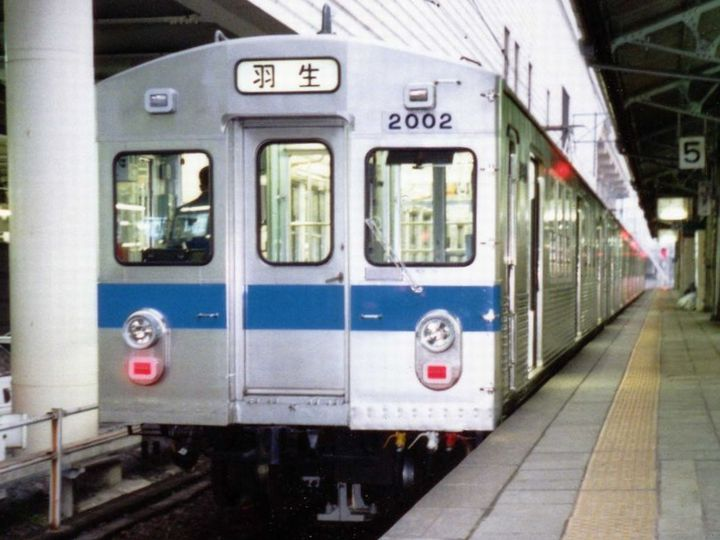
秩父鉄道2000形の第2編成のデハ2002。 （1992年頃）

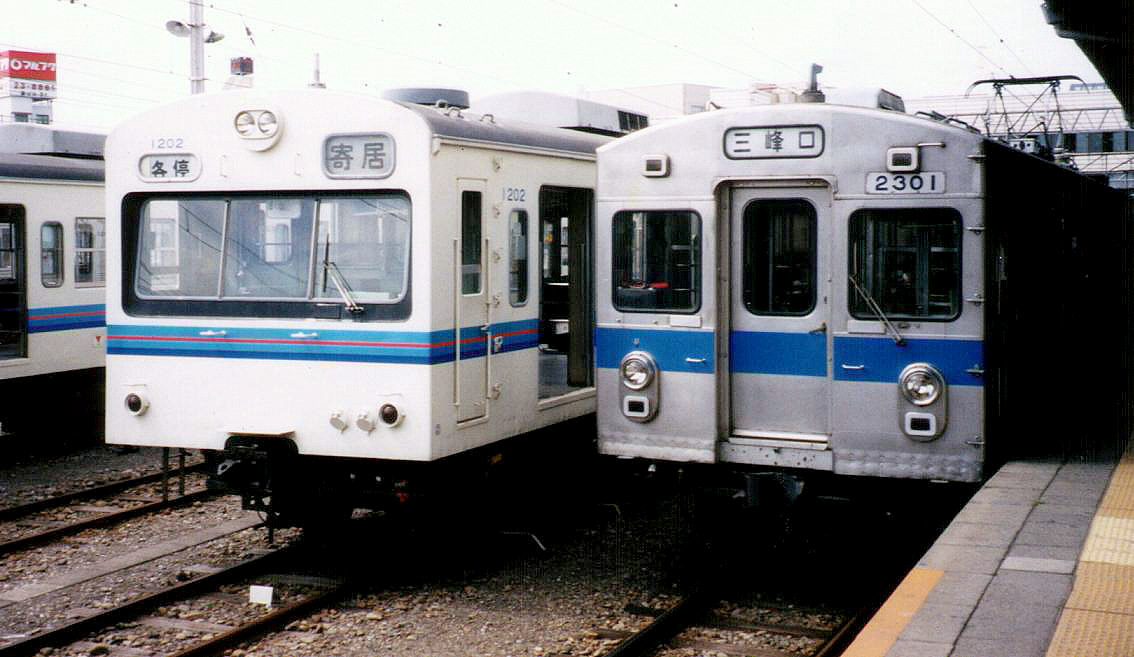
1000系と並ぶ第1編成のデハ2301 。
（2000年頃）

秩父鉄道2000系電車（ちちぶてつどう2000けいでんしゃ）は、かつて秩父鉄道に在籍していた通勤形電車。

## 概要
普通列車に使用していた500系（自社発注車）を置き換えるため、1991年（平成3年）に東京急行電鉄（東急）から7000系を16両（4両編成4本）購入したものである。
入線に際しては、ワイパーを東急7700系と同様の大型に交換、前面帯の青色化、車両間の片引き戸新設、保安装置の変更、渡り板の撤去等が施工された程度で、あまり手は加えられていない。
第3編成と第4編成は編成の向きが逆であったため、1991年12月7日に当時存在した秩父駅構内のデルタ線を使用し方向転換を行った。
かつて存在した準急には原則として当形式が使用され、正面助士席側窓下に「準急」の札を装着して運行していた。
本形式は車体長が18mで、3両編成とした場合、20m級の1000系に比べ全長が6m短くなる。このため4両編成とされたが、逆に輸送力過剰であった。さらに、地方中小鉄道でも車両の冷房化率が向上する中、秩父鉄道も自社保有車両の冷房化を進めていたが、2000系は1000系と同様の冷房装置を設置することが困難であった。そこで、東京都交通局から都営三田線で使用されていた20メートル車の6000形3両編成4本を購入して5000系として導入したため、当形式は2000年（平成12年）までに全車廃車となった。
東急7000系はこのほか4社へ譲渡されたが、譲渡先での事故以外による廃車、および形式消滅は秩父鉄道が初であった。

## 編成表
|         | ← 羽生三峰口 → |              |              |              |
| 第1編成 | デハ2001       | デハ2101     | デハ2201     | デハ2301     |
| 第1編成 | （デハ7017）   | （デハ7160） | （デハ7159） | （デハ7036） |
| 第2編成 | デハ2002       | デハ2102     | デハ2202     | デハ2302     |
| 第2編成 | （デハ7035）   | （デハ7162） | （デハ7161） | （デハ7016） |
| 第3編成 | デハ2003       | デハ2103     | デハ2203     | デハ2303     |
| 第3編成 | （デハ7021）   | （デハ7170） | （デハ7121） | （デハ7022） |
| 第4編成 | デハ2004       | デハ2104     | デハ2204     | デハ2304     |
| 第4編成 | （デハ7061）   | （デハ7146） | （デハ7145） | （デハ7028） |

括弧内は東急時代の車両番号である。